# Leucanitis kusnezovi
Leucanitis kusnezovi là một loài bướm đêm trong họ Noctuidae.